# Corporación de Estudios Tecnológicos del Norte del Valle
La Corporación de Estudios Tecnológicos del Norte del Valle (COTECNOVA), antes Centro Universitario del Norte del Valle, es una entidad privada de educación superior de Colombia.

## Ubicación
La sede principal de la Corporación está ubicada en la Calle 10 # 3 - 95 de la ciudad de Cartago (Valle del Cauca), en las antiguas instalaciones del Convento de San Francisco y posteriormente asiento del Colegio Académico por  más de 100 años. Ese recinto es considerado patrimonio cultural de la ciudad de Cartago.
Planos y vistas satelitales.4°45′02.2″N 75°54′40.6″O / 4.750611, -75.911278

## Historia

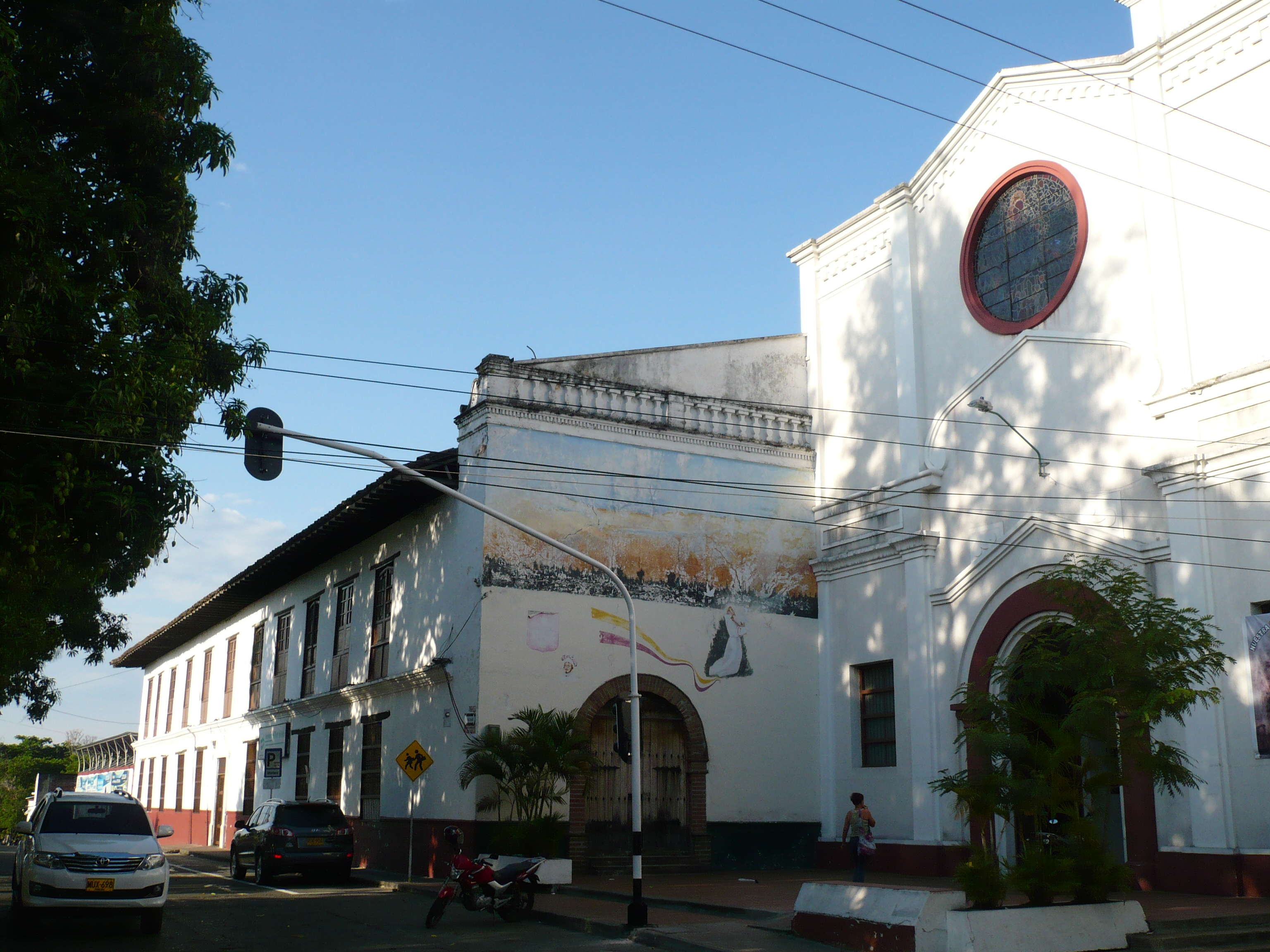
Corporación de Estudios Tecnológicos del Norte del Valle.

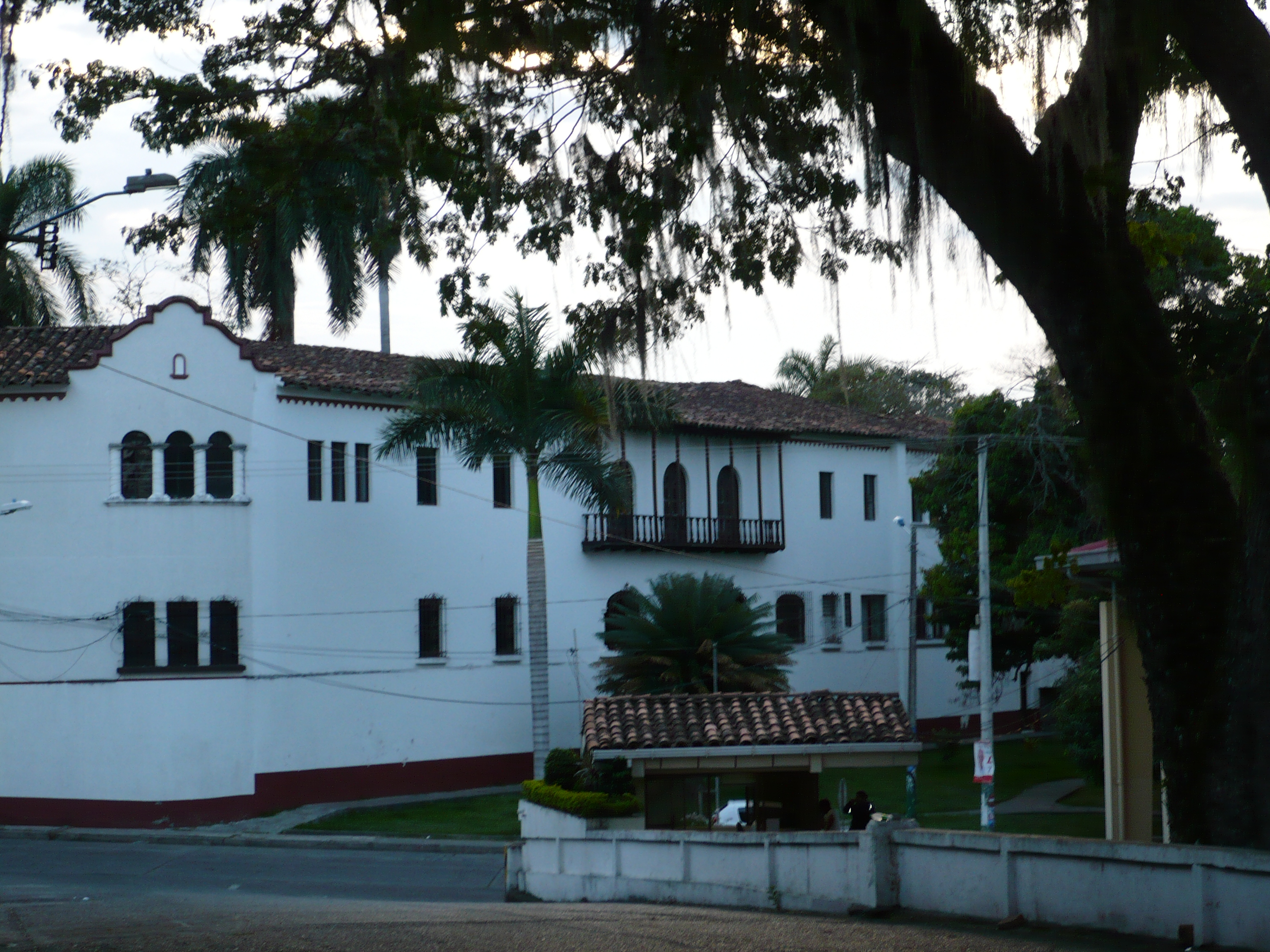
Corporación de Estudios Tecnológicos del Norte del Valle, parte posterior.

Fue un ideal de un sector de la ciudad de Cartago, el de ampliar las posibilidades de desarrollo técnico, social, moral y cultural de la comunidad estudiantil de la ciudad,  como centro intelectual, en un radio de acción correspondiente a una zona de influencia como lo son Quindío, Risaralda, Chocó y el Norte del Valle del Cauca. 

### Años 1970
Con la formación legal del  entonces llamado Centro de Estudios Superiores o Centro Universitario del Norte del Valle, mediante la Resolución n.º 3712 del 21 de septiembre de 1971 emanada de la Gobernación del Valle del Cauca, y mediante el Acuerdo n.º 45 del 10 de julio de 1975, se obtiene la licencia de funcionamiento proferida por el ICFES, para los programas de Tecnología en Contabilidad y Tecnología en Administración de Empresas. Igualmente por virtud del Acuerdo n.º 251 del 24 de octubre del mismo año, se concedió licencia de funcionamiento al programa de Tecnología en Administración Agropecuaria. 
En el año 1977 por Resolución n.º 3955 del Ministerio de Educación de Colombia del 6 de mayo y por el Acuerdo n.º 225 del 13 de diciembre de 1976 emanada de la Junta Directiva del ICFES, se obtuvo la aprobación de los programas Tecnológicos de Contabilidad y Administración Agropecuaria respectivamente. En 1977 se suspende la Tecnología en Administración de Empresas. 

### Años 1980 y 1990
En el año 1987 se da inicio al proyecto de incorporar la Tecnología en Café y Diversificación en la modalidad a distancia, a dicho programa el ICFES, le otorga la licencia de funcionamiento en 1989, mediante Resolución n.º 016 del 26 de enero; finalmente es aprobada el 30 de julio de 1991 con la Resolución n.º 2047.
Posteriormente se incorpora la Tecnología en Sistematización de Datos, otorgándosele la licencia de Funcionamiento el 30 de diciembre de 1991. Con base en la Ley 30 de 1992, el Consejo Directivo de la Institución da aprobación a esta Tecnología, mediante el Acuerdo n.º 014 del 27 de septiembre de 1994. La Ley 30 de 1992, autoriza a las Instituciones de Educación Superior para aprobar, prorrogar o abrir nuevos programas académicos.
En el año de 1995 y siguiendo los lineamientos de la Ley 30 de 1992, el Consejo Directivo aprueba la creación de las Tecnologías en: Recursos Naturales y del Ambiente, Producción Agropecuaria, Administración Comercial y Financiera, Administración de Empresas, Mercadeo y Ventas, y procede a notificarlo al ICFES.

### SigloXXI
Durante el año 2003, se trabajó en la conformación del Centro de Educación no Formal, con el objetivo de ofrecer programas técnicos. Éste es aprobado por la Secretaría de Educación Municipal de Cartago, con la Resolución 012 del 30 de enero de 2004.
A raíz del proceso de crecimiento y desarrollo que pretende alcanzar la Corporación, se han establecido convenios de cooperación interinstitucional con otras universidades, entre ellas con la UPTC, con la UPB; con el fin de planear y ejecutar acciones de carácter investigativo, académico, de extensión y cultura que redunden en beneficio de la población estudiantil.
En la actualidad, la Corporación de Estudios Tecnológicos cuenta con programas descentralizados en otros municipios del Norte del Valle, mediante los cuales ha logrado un acercamiento con la comunidad, satisfaciendo sus necesidades de capacitación. Igualmente, se ha redefinido en  marco de la Ley 749 de 2002, para ofrecer sus programas académicos por ciclos propedéuticos.

## Programas de Formación

### Área de Ciencias Administrativas, Económicas y Contables.
Tecnologías:
Gestión Empresarial -
Mercadeo y Ventas -
Comercial y Financiera -
Contabilidad -
Programas Profesionales: 
Administración de Empresas -
Contaduría Pública -

### Área de Ciencias Informáticas, Tecnológicas e Ingeniería.
Tecnología:
Sistemas de Información -
Electricidad -
Programas Profesionales:
Licenciatura en Matemáticas, Humanidades y Lengua Castellana -
Ingeniería de Sistemas (Por ciclos Propedéuticos) -

### Área de Ciencias Agropecuarias Turísticas y Ambientales,
Tecnologías:
Producción Agropecuaria -
Turismo y Hotelería -

### Área de Ciencias de la Salud.
Tecnologías:
Gestión de Salud -
Regencia de Farmacia -
Programas Profesionales:
Administración de Servicios de Salud (Por ciclos Propedéuticos) -

### Técnicos y Cursos.
Técnico Laboral en Gestión de Tiendas y Supermercados -
Diplomado en Pedagogía para Profesionales no Licenciados -
Curso de Inglés para Niños -
Curso de Inglés para Adultos -
Diseño Gráfico -
Diseño y Confección -

## Certificación de Calidad
El 19 de noviembre de 2014, la Institución recibe la Certificación de Calidad, bajo la norma ISO 9001:2008, de parte del organismo certificador: Bureau Veritas Certification

## Galería de imágenes

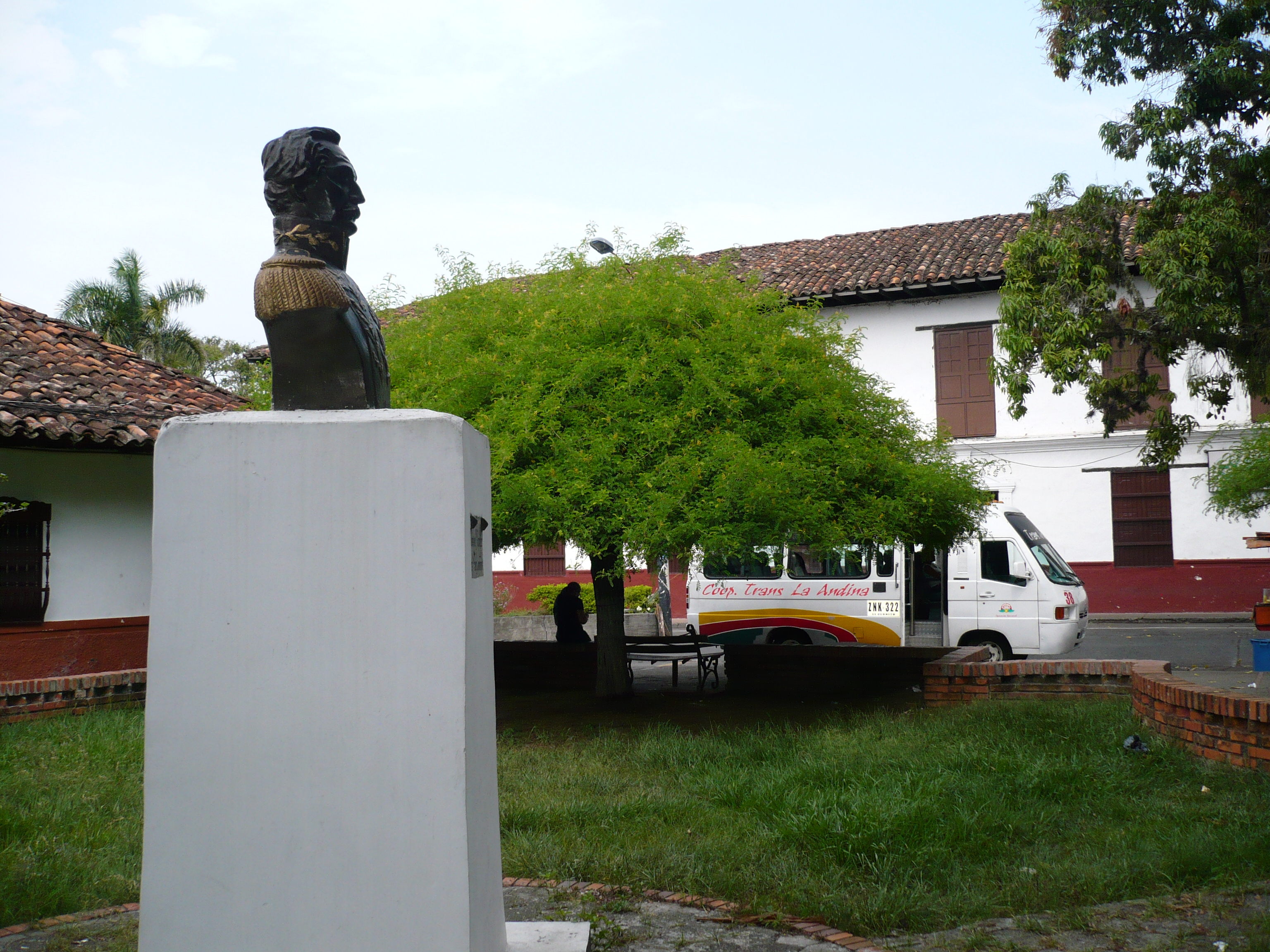
Parque Santander y Cotecnova
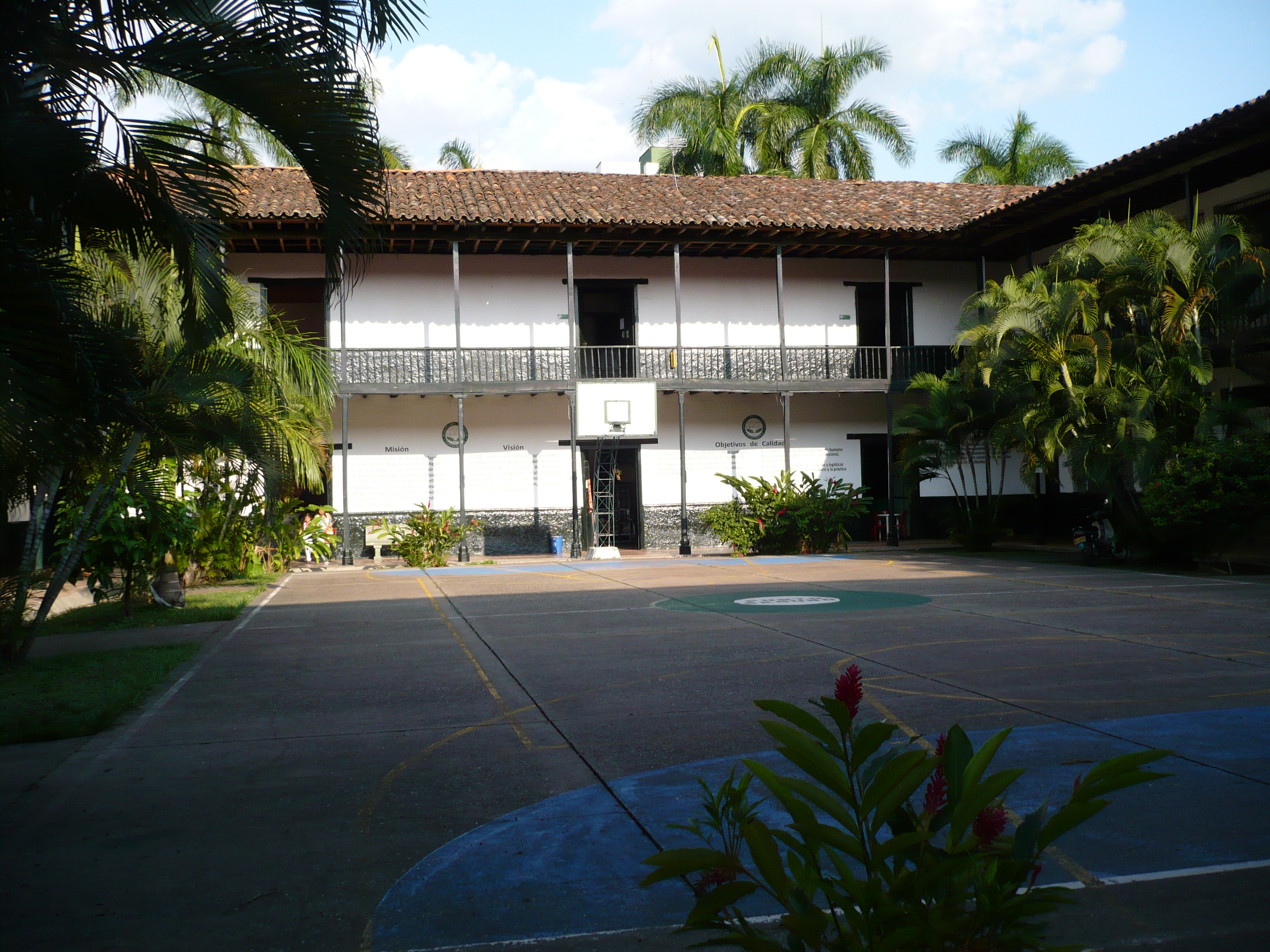
Patio principal de Cotecnova
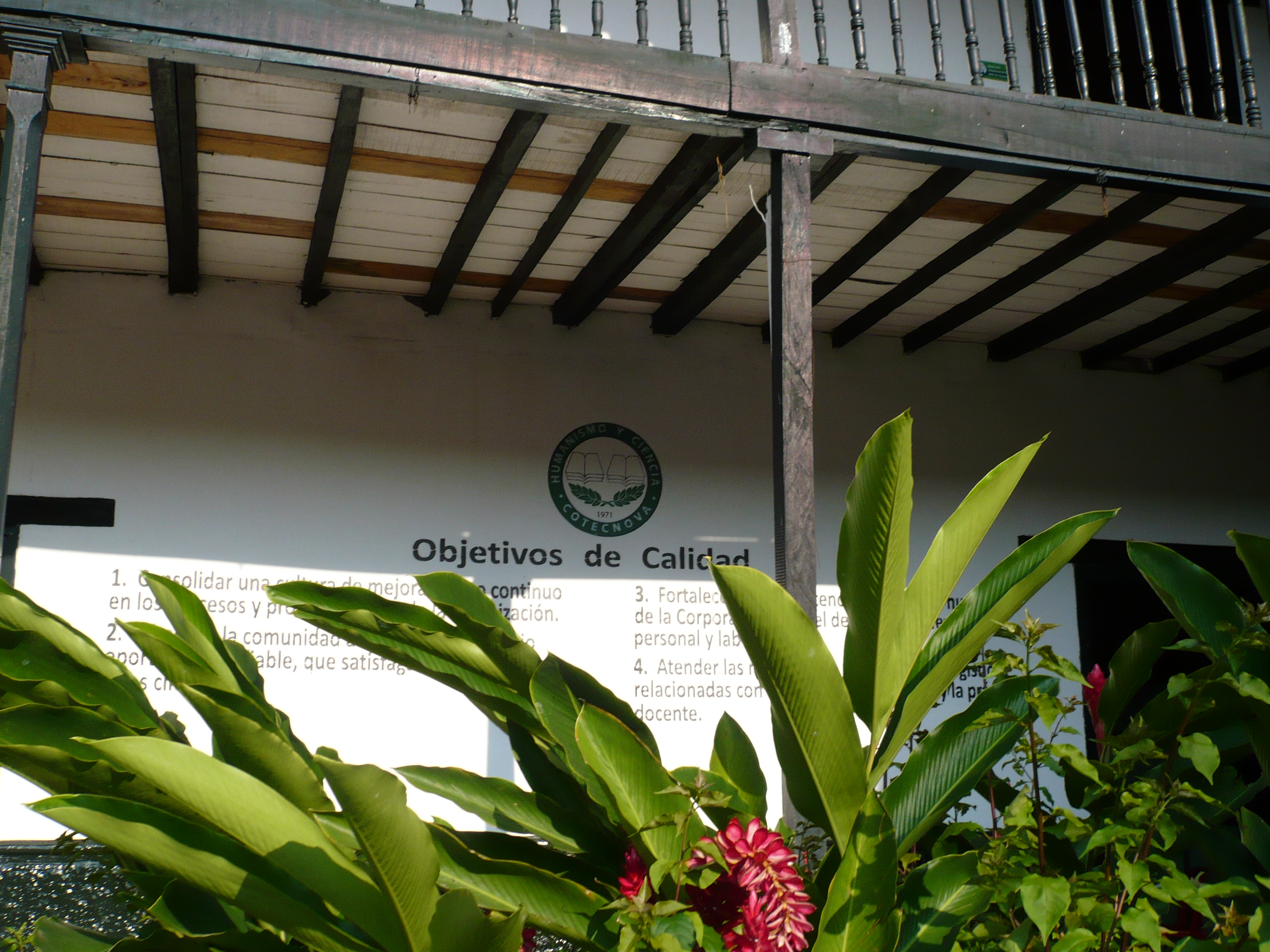
Patio principal de Cotecnova
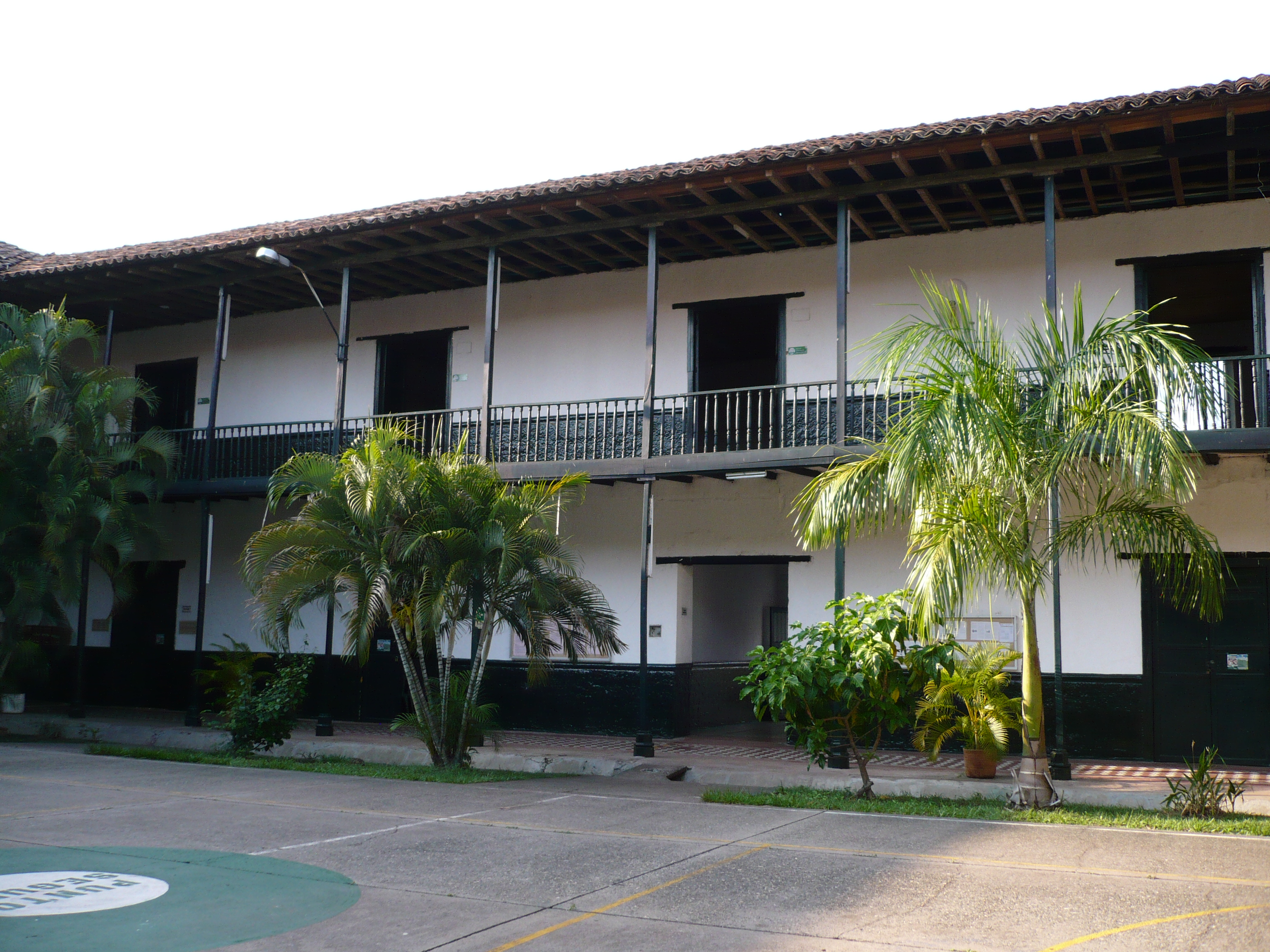
Patio principal de Cotecnova
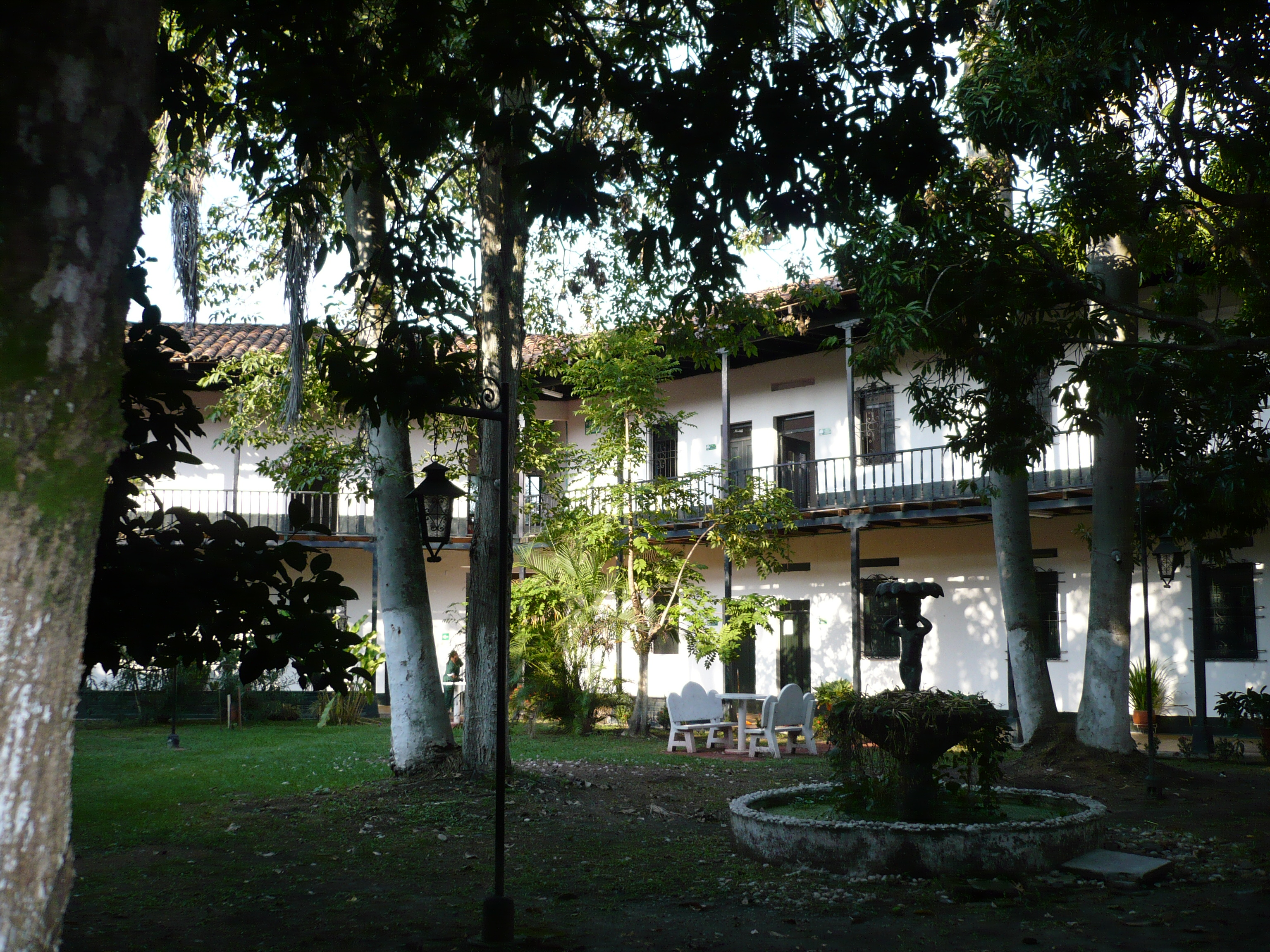
Patio posterior de Cotecnova
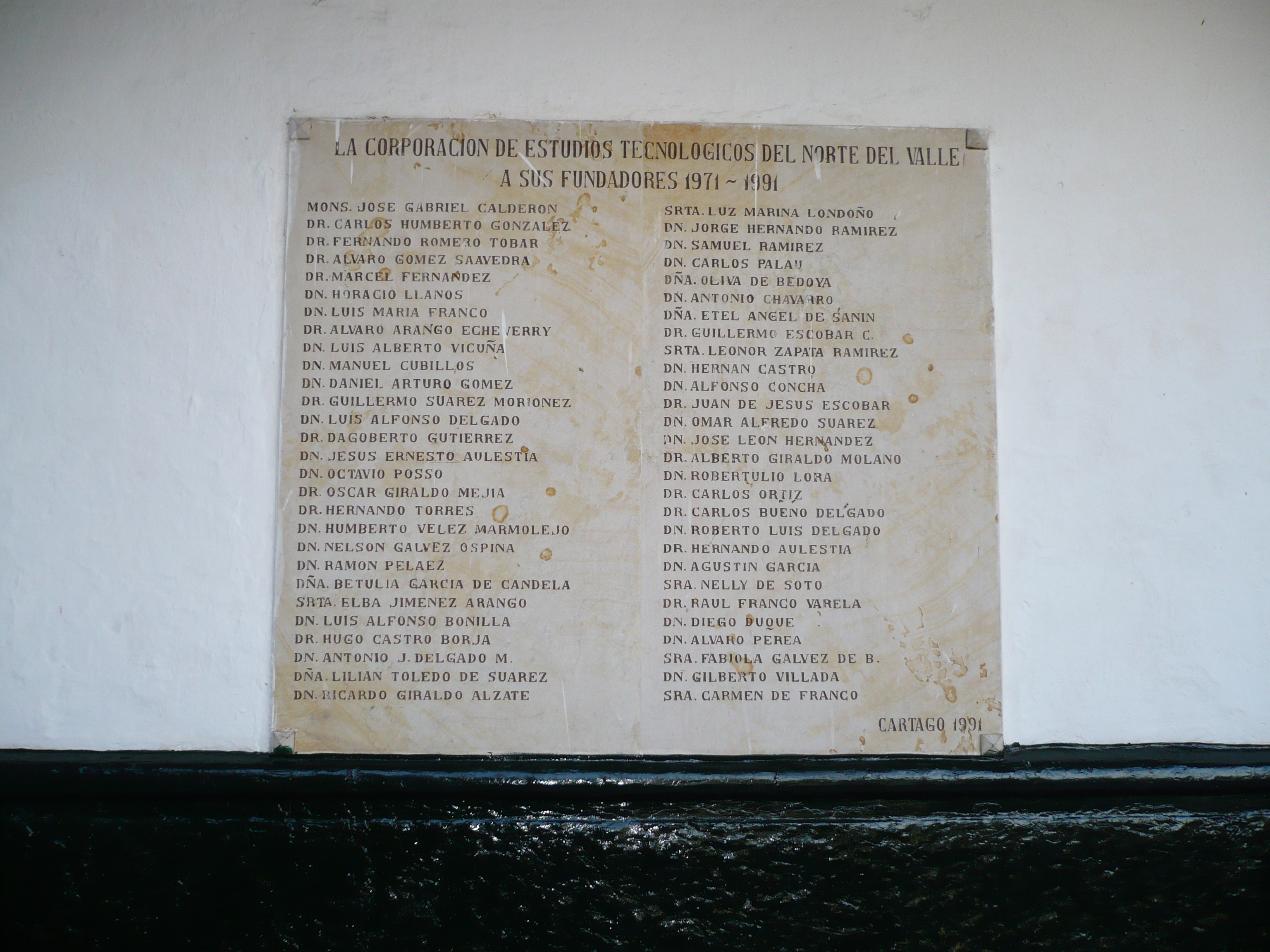
Placa a los Fundadores de Cotecnova
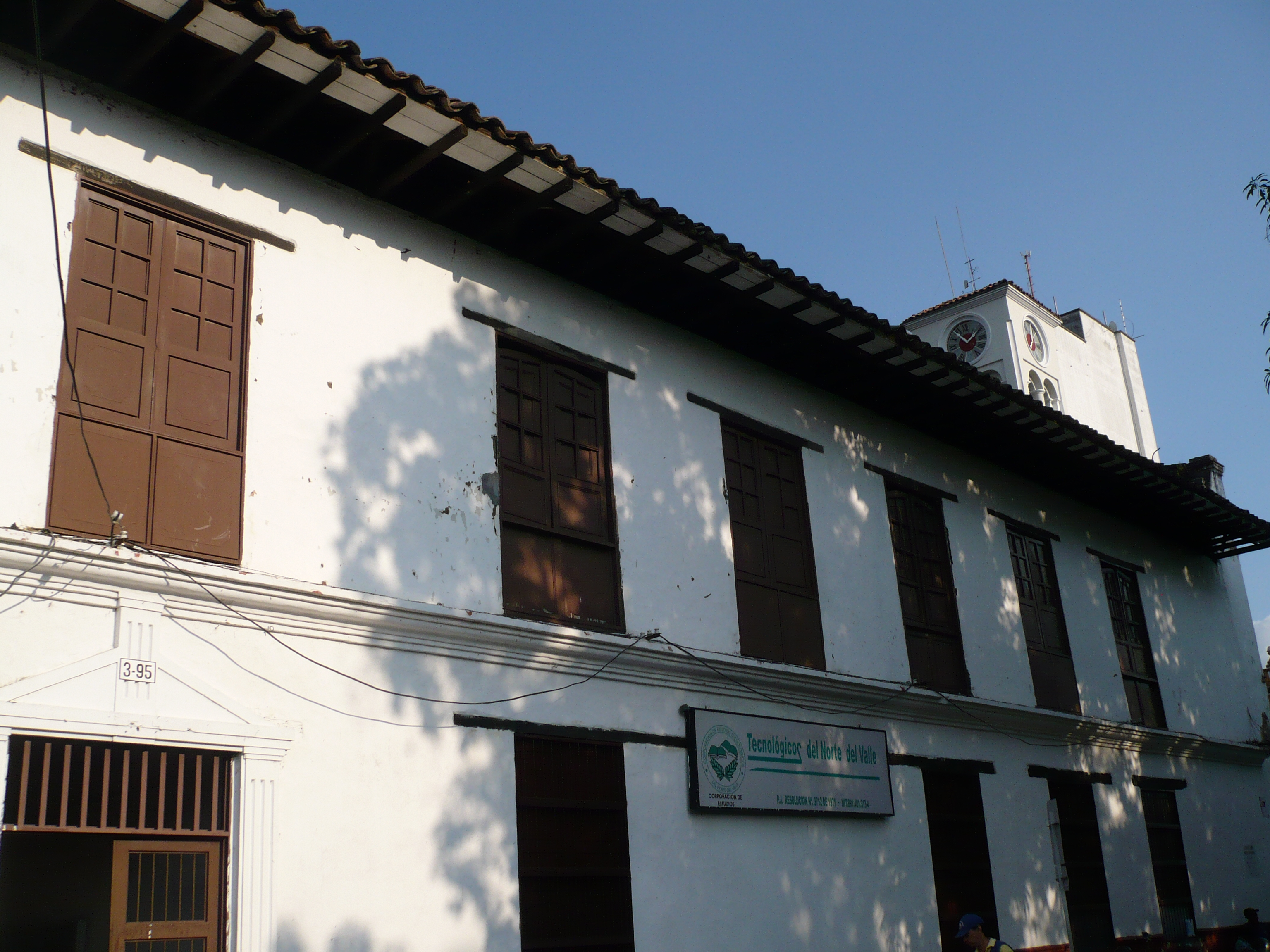
Cotecnova y Torre del Templo de San Francisco